# Sherman, Maine
Sherman är en kommun (town) i Aroostook County i Maine. Vid 2020 års folkräkning hade Sherman 815 invånare.